# Greccio
Greccio là một đô thị thuộc tỉnh Rieti trong vùng Lazio, miền trung nước Ý. Đô thị này cách tỉnh lỵ Rieti 16 km về phía tây bắc. Dân số năm 2008 là 1529 người.